# Michael Pfleghar
Michael Pfleghar est un réalisateur et scénariste allemand, né le 20 mars 1933 à Stuttgart (État populaire libre de Wurtemberg en République de Weimar) et mort à Düsseldorf (Rhénanie-du-Nord-Westphalie) le 23 juin 1991.

## Biographie
Il se suicide dans la salle de bains d'un ami. C'est son assistant qui découvre le corps. Il avait 58 ans.

## Filmographie

### Réalisateur de cinéma
- 1964 : La Morte de Beverly Hills (Die Tote von Beverly Hills)
- 1965 : Serenade für zwei Spione (de)
- 1966 : Comment séduire un play-boy en l'an 2000 (Bel Ami 2000 oder Wie verführt man einen Playboy?)
- 1967 : Le Plus Vieux Métier du monde (Das älteste Gewerbe der Welt)
- 1973 : Les Huit Visions (Visions of Eight)

### Réalisateur de télévision
- 1956 : Eine kleine große Reise (également co-scénariste)
- 1956 : Duell nach Noten – Ein heiterer musikalischer Kleinkrieg (également co-scénariste)
- 1957 : Der Schallplattendieb (également co-scénariste)
- 1957 : La Cancha – Eine geheimnisvolle Weltmeisterschaft
- 1958 : Kennen Sie die Milchstraße?
- 1958–1964 : Bon soir, Kathrin! (série télévisée)
- 1959 : Drei kleine Helle
- 1959 : Wenn Sechse eine Reise tun
- 1960 : In 80 Takten um die Welt
- 1960 : Hollywood – Ein Vorort in vier Anekdoten (également scénariste)
- 1960 : Das Leben ist ein Karussell (également co-scénariste)
- 1961 : Petites fleurs
- 1961 : Die alte Welle
- 1961 : Zu jung um blond zu sein (également scénariste)
- 1962 : Hotel Victoria (de) (série télévisée)
- 1962 : Das verflixte erste Mal – Ein Feuilleton mit Musik
- 1962–1963 : Lieben Sie Show? (de) (série télévisée) (également co-scénariste)
- 1963 : Die kleinste Show der Welt
- 1964 : Die große Show von Tokio
- 1965 : Das Lächeln im Westen
- 1966 : Die größte Schau der Welt – Die Girls von Takarazuka
- 1966 : Die Peanuts
- 1966 : Es funkeln die Sterne – Zu Gast bei Caterina Valente
- 1967 : Der Watusi-Skandal
- 1967–1968 : Die Caterina-Valente Show (série télévisée)
- 1967 : With Love, Sophia
- 1967 : Show-Chance (série télévisée) (apparition dans un épisode)
- 1967 : Frank Sinatra : A Man and His Music + Ella + Jobim
- 1968 : Monte Carlo : C’est La Rose
- 1969 : Caterina from Heidelberg
- 1969 : Romeo und Julia 70 (série télévisée) (également scénariste)
- 1969–1970 : Wünsch Dir was (de) (série télévisée) (5 saisons)
- 1970 : Music Tropical
- 1970 : ZDF-Werkstatt (série télévisée) (apparition dans un épisode)
- 1970 : Jumbo – Ein Elefantenleben
- 1971 : Perlico – Perlaco (également scénariste)
- 1972 : Jules und die olympischen Geister
- 1972 : Sommersprossen (également scénariste)
- 1973–1979 : Klimbim (de) (série télévisée) (également co-scénariste et acteur invité)
- 1975 : Giro d’Italia – Die härteste Show der Welt
- 1977 : Wochenendspiel (épisode pilote d'une série télévisée)
- 1978 : Zwei himmlische Töchter und Die Gimmicks (de) (série télévisée) (également acteur invité)
- 1979 : Tortur mit Torte – Wie macht man Klimbim und anderen Tingeltangel
- 1979 : Wencke, Udo und der blaue Diamant (également co-scénariste)
- 1980 : Susi (série télévisée) (également co-scénariste)
- 1981 : Wencke
- 1983 : Wencke auf Nord-Wegen
- 1984 : Die trickreichen 7 (finalement non diffusé)
- 1985 : Ein Lied für Göteborg
- 1986 : Bravo, Catrin
- 1986 : Die Zukunft hat Geburtstag – 100 Jahre Automobil (de)
- 1987 : Köpfe, Könner, Kulissen (série télévisée) (apparition dans un épisode)
- 1987 : Top Kids (S.A.M. – Reise durch die Zeit) (également co-scénariste)
- 1987 : Willkommen in München
- 1987–1990 : Showgeschichten (série télévisée)
- 1988 : Durch Dich wird diese Welt erst schön
- 1990 : Rolle vorwärts
- 1991 : Die lieben Verwandten (de) (série télévisée)
- 1991 : Tücken des Alltags (série télévisée) (une saison, diffusée en 1994)